# E411号線
E411号線 (E411ごうせん、蘭: Europese weg 411、仏: Route européenne 411、英: European route E411) は、ベルギーのブリュッセルと、フランスのメスを結ぶ、欧州自動車道路のBクラス幹線道路。
2019年には、ベルナール・ベネによる高さが66メートルにも及ぶ記念碑が、道路の両側から弧を描くように設置された。この記念碑はパブリックアートとして、高さがヨーロッパで最も高い彫刻となった。

## 経路

### 通過する主要都市
- ベルギー
  - ブリュッセル
  - ナミュール
  - アルロン
- フランス
  - ロンウィ
  - メス